# Lavoûte-Chilhac
 Lavoûte-Chilhac  es una población y comuna francesa, situada en la región de Auvernia, departamento de Alto Loira, en el distrito de Brioude. Es el chef-lieu del cantón de Lavoûte-Chilhac, aunque Villeneuve-d'Allier la supera en población.

## Demografía
| 396 | 344 | 261 | 272 | 286 | 302 |
| Para los censos de 1962 a 1999 la población legal corresponde a la población sin duplicidades (Fuente: INSEE [Consultar]) |     |     |     |     |     |